# Hypolycaena latimacula
Hypolycaena latimacula är en fjärilsart som beskrevs av James John Joicey och Talbot 1921. Hypolycaena latimacula ingår i släktet Hypolycaena och familjen juvelvingar. Inga underarter finns listade i Catalogue of Life.